# Amaxia maroniensis
Amaxia maroniensis là một loài bướm đêm thuộc phân họ Arctiinae, họ Erebidae.